# Ivry-le-Temple
Ivry-le-Temple és un municipi francès, situat al departament de l'Oise i a la regió dels Alts de França. L'any 2007 tenia 660 habitants.

## Demografia

### Població
El 2007 la població de fet d'Ivry-le-Temple era de 660 persones. Hi havia 254 famílies de les quals 48 eren unipersonals (20 homes vivint sols i 28 dones vivint soles), 85 parelles sense fills, 105 parelles amb fills i 16 famílies monoparentals amb fills.
La població ha evolucionat segons el següent gràfic:
Habitants censats

### Habitatges
El 2007 hi havia 293 habitatges, 255 eren l'habitatge principal de la família, 13 eren segones residències i 26 estaven desocupats. 268 eren cases i 22 eren apartaments. Dels 255 habitatges principals, 208 estaven ocupats pels seus propietaris, 41 estaven llogats i ocupats pels llogaters i 5 estaven cedits a títol gratuït; 1 tenia una cambra, 11 en tenien dues, 48 en tenien tres, 43 en tenien quatre i 151 en tenien cinc o més. 212 habitatges disposaven pel capbaix d'una plaça de pàrquing. A 101 habitatges hi havia un automòbil i a 135 n'hi havia dos o més.

### Piràmide de població
La piràmide de població per edats i sexe el 2009 era:
| Homes | Edats   | Dones |
| ----- | ------- | ----- |
| 0     | 95 o +  | 0     |
| 4     | 90 a 94 | 0     |
| 0     | 85 a 89 | 4     |
| 0     | 80 a 84 | 8     |
| 8     | 75 a 79 | 8     |
| 4     | 70 a 74 | 16    |
| 8     | 65 a 69 | 8     |
| 4     | 60 a 64 | 8     |
| 36    | 55 a 59 | 20    |
| 24    | 50 a 54 | 28    |
| 28    | 45 a 49 | 16    |
| 40    | 40 a 44 | 40    |
| 16    | 35 a 39 | 28    |
| 20    | 30 a 34 | 24    |
| 24    | 25 a 29 | 8     |
| 16    | 20 a 24 | 24    |
| 28    | 15 a 19 | 24    |
| 16    | 10 a 14 | 12    |
| 52    | 5 a 9   | 12    |
| 4     | 0 a 4   | 12    |

## Economia
El 2007 la població en edat de treballar era de 433 persones, 338 eren actives i 95 eren inactives. De les 338 persones actives 309 estaven ocupades (157 homes i 152 dones) i 29 estaven aturades (12 homes i 17 dones). De les 95 persones inactives 43 estaven jubilades, 32 estaven estudiant i 20 estaven classificades com a «altres inactius».

### Ingressos
El 2009 a Ivry-le-Temple hi havia 247 unitats fiscals que integraven 645,5 persones, la mediana anual d'ingressos fiscals per persona era de 20.728 €.

### Activitats econòmiques
Dels 31 establiments que hi havia el 2007, 1 era d'una empresa extractiva, 1 d'una empresa de fabricació de material elèctric, 1 d'una empresa de fabricació d'elements pel transport, 7 d'empreses de fabricació d'altres productes industrials, 6 d'empreses de construcció, 5 d'empreses de comerç i reparació d'automòbils, 1 d'una empresa de transport, 3 d'empreses d'hostatgeria i restauració, 2 d'empreses financeres, 2 d'empreses de serveis, 1 d'una entitat de l'administració pública i 1 d'una empresa classificada com a «altres activitats de serveis».
Dels 11 establiments de servei als particulars que hi havia el 2009, 1 era una oficina de correu, 2 tallers de reparació d'automòbils i de material agrícola, 2 paletes, 1 guixaire pintor, 2 lampisteries, 1 electricista i 2 restaurants.
L'únic establiment comercial que hi havia el 2009 era una floristeria.
L'any 2000 a Ivry-le-Temple hi havia 6 explotacions agrícoles que ocupaven un total de 1.182 hectàrees.

## Equipaments sanitaris i escolars
El 2009 hi havia una escola elemental.

## Poblacions més properes
El següent diagrama mostra les poblacions més properes.